# Kepler-62b

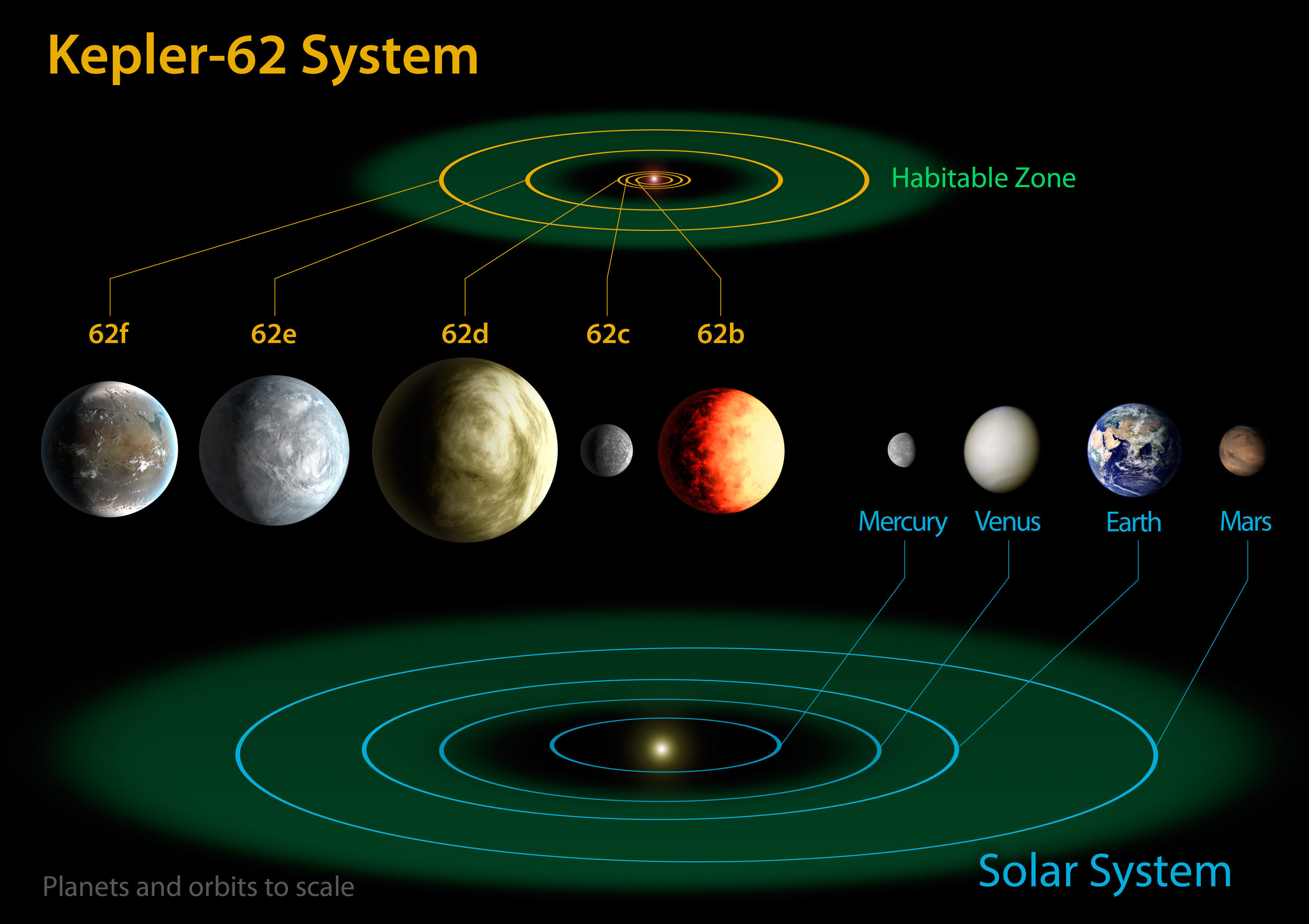
Comparação das dimensões dos planetas do sistema Kepler-62 com os planetas interiores do Sistema Solar.

Kepler-62b é o mais interior e o segundo menor exoplaneta descoberto orbitando a estrela Kepler-62, uma estrela que está localizada a cerca de 1.200 anos-luz (370 parsecs) a partir da Terra, na constelação de Lyra. Ele tem um diâmetro com cerca de 30% maior que a Terra. Foi descoberto pelo telescópio espacial Kepler da NASA, através do método de trânsito, quando o efeito de escurecimento que faz um planeta como ele quando cruza em frente da sua estrela é medido. É provável que tenha uma temperatura com cerca de 500c, esta temperatura poderia derreter alguns tipos de metal. Seu fluxo estelar é de 70 ± 9 vezes ao da Terra.